# مقياس إشعاع كروكس

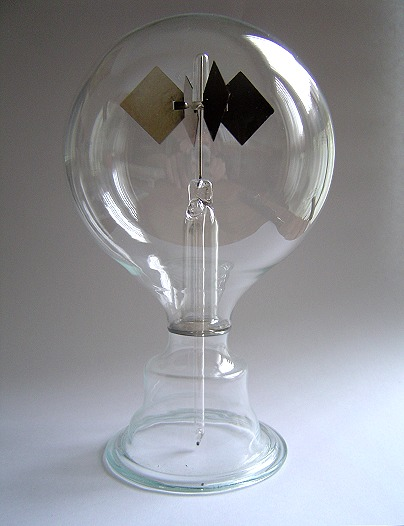
طاحونة ضوئية

طاحونة ضوئية  (بالإنجليزية: Crookes radiometer)‏ تتكون من قارورة زجاجية محكمة مفرغة جزئيا من الهواء. وتوجد بداخله أربعة زعانف مثبتة على محور في شكل الطاحونة. وعند سقوط ضوء على الطاحونة فإنها تدور بسرعة تتناسب مع شدة الضوء، فهي تعد بذلك مقياسا لشدة الأشعة الساقطة. وقد نشط تفسير حركة الطاحونة النقاش بين العلماء في الماضي.
فقد اخترعت الطاحونة الضوئية عام 1873 واخترعها العالم الكيميائي وليام كروكس. فقد كان يقوم بوزن المواد الكيميائية تحت ناقوس زجاجي لمنع حركة الهواء التي كانت تعاكس دقة عملية الوزن ولاحظ ان عملية الوزن كانت تتأثر من سقوط الضوء على الميزان. وبعد فحصه للظاهرة ابتكر الطاحونة المعروفة باسمه. وهي لا تزال تصنع وتباع كجهاز ملفت للأنظار.

## وصفها

مقياس إشعاع كروكس أثناء العمل

تكون زعانف الطاحونة سوداء اللون من ناحية والناحية الأخرى لامعة أو بيضاء . وعندما تتعرض لاشعة الشمس مثلا أو أشعة تحت الحمراء (أو حتى حرارية اليد ) فإن الطاحونة تدور في اتجاه يبتعد فيها اللون الأسود عن شعاع الضوء إلى الناحية البيضاء.

## تفسير ترموديناميكي
عندما يسقط شعاع ضوء على الطاحونة تصبح آلة حرارية. وتعتمد حركة الطاحونة على اختلاف بسيط في درجة حرارة سطحي الزعانف حيث تطلى ناحية منها باللون الأسود والناحية الأخرى من كل زعنفة تكون بيضاء. اذ تمتص الناحية السوداء الاشعة بطريقة أشد من امتصاص الناحية البيضاء لها (طبقا لظاهرة الجسم الأسود). فعند اصطدام جزيئات الهواء في القارورة بالسطح الأسود فإنها تكتسب حرارة من الزعنفة فتزيد سرعة ارتدادها من الزعنفة. أما الجزيئات المصطدمة بالناحية البيضاء فلا ترتفع درجة حرارتها بنفس القدر وتكون بذلك درجة حرارتها أقل من درجة حرارة الجزيئات على الوجه الأسود. وبذلك تدور الزعنفة في الاتجاه من الأسود إلى الأبيض.

## اقرأ أيضا
- ضوء
- ضغط إشعاع
- ريح شمسية
- رياح نجمية
- جسم أسود